# Trionfo di Pompeo
Trionfo di Pompeo sono due tavole dipinte con pittura a olio del pittore veronese Nicola Giolfino, oggi conservate nel museo di Castelvecchio a Verona. Originariamente facevano parte di una più grande decorazione, in parte ad affresco e in parte su legno, per palazzo Pompei. Il soggetto è una scena di trionfo classico, con Pompeo il Grande, generale romano, celebrato per le sue vittorie e il suo potere. L'iconografia trae ispirazione dai Trionfi di Cesare di Andrea Mantegna. Si ritiene che possano risalire al 1502 circa, quando Giolfino si trovava ancora sotto l'influenza del maestro Liberale da Verona.